# シナー語

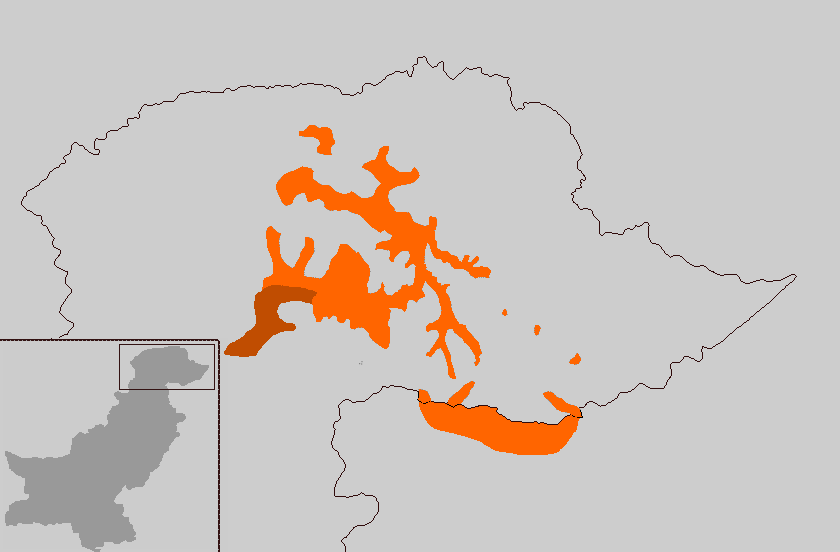
シナー語の分布図

シナー語（シナーご、）はインド・ヨーロッパ語族インド・イラン語派ダルド語群に属する言語である。シーナー語（شینا、Šīnā）とも呼ばれる。パキスタンのギルギット・バルティスタン州とインドのダフ・ハヌ、グレズ、ドラスのシナー人により話されている。
最近まで書き言葉の表記体系が存在していなかった。そのため、多くの表記体系が考案され、すべての話者に使われる統一的な表記体系は存在しない。